# Résolution 678 du Conseil de sécurité des Nations unies
Membres permanents
- Chine
- États-Unis
- France
- Royaume-Uni
- URSS

Membres non permanents
- Canada
- Côte d'Ivoire
- Colombie
- Cuba
- Éthiopie
- Finlande
- Malaisie
- Roumanie
- Yémen
- Zaïre

Résolution no 677 Résolution no 679
La résolution 678 est une résolution du Conseil de sécurité de l'ONU, votée le 29 novembre 1990, qui, constatant que les résolutions 660, 661, 662, 664, 665, 666, 667, 669, 670, 674 et 677 n'ont pas été respectées par l'Irak,
- exige que l'Irak se conforme à la résolution 660 et aux suivantes relatives au même sujet,
- autorise les états membres des Nations unies à utiliser tous les moyens si la résolution 660 n'est toujours pas respectée le 15 janvier 1991,
- demande à tous les états membres d'aider à la mise en œuvre de ces moyens
- demande à être tenu informé,
- reste saisi de la question[1].

La Chine s'abstient tandis que Cuba et le Yémen votent contre la résolution.

## Texte
- Résolution 678 Sur fr.wikisource.org
- Résolution 678 Sur en.wikisource.org